# Roi Stevan
Le roi Stevan, en breton standard ar Roue Stevan, en breton vannetais er Roue Stevan, est un personnage mal identifié qui vivait dans le pays vannetais au XVIIIe siècle. 
C'était un mendiant, particulièrement connu en raison de ses prophéties.

## Biographie
Du fait de sa condition sociale, on a peu de détails sur sa vie et sur ses origines précises.

### Une identification incertaine
Plusieurs hypothèses sont proposées pour l'identifier.
1. Une première hypothèse l'identifie à un habitant de Baud nommé Jérôme Marzin[1].
2. Une deuxième désigne un nommé Étienne Le Ray[1] ou Étienne Leroy[2], né à Meucon le 15 mai 1701. Dans cette hypothèse, si on se réfère aux registres paroissiaux, il s'agirait d'un fils de Mathias Leroy et de Jeanne Even, baptisé cependant du prénom de Pierre[2], mais qui aurait adopté un autre prénom par la suite. On comprend alors son surnom : Étienne Leroy → Leroy Étienne → Le roi Étienne / ar Roue Stevan. Cette hypothèse est cependant sujette à caution, étant donné qu'un Pierre Le Ray, fils de Mathias, est mort le 15 juin 1712 et a été inhumé à Lesualenec (paroisse de Saint-Avé[3]).
3. Troisième hypothèse : le roi Stevan serait un Étienne Le Roy né le 3 novembre 1704 à Pradic (paroisse de Plumergat)[4], fils de Louis et Olive Cadoret, dont la lignée agnatique[pas clair] a ses origines à Meucon.

### Caractéristiques de sa vie
Le roi Stevan est décrit comme de petite taille, parfois comme boiteux. Mendiant, il parcourt les chemins entre la ria d'Étel et Elven, entre les landes de Lanvaux et les arrière-pays de Vannes et d'Auray. Il lui arrive fréquemment de séjourner en un endroit et de participer aux travaux des champs.
Concernant ses dons de prophétie, il ne s'en est jamais expliqué, n'aimant pas se confier[réf. nécessaire]. Il indique seulement qu'il « ne li[t] pas, [mais] voi[t] réellement ce qui va se passer. ». 
Il a notamment prophétisé sa propre mort : « Je perdrai la vie par la faute d'un clerc, ni dans une maison, ni dehors. ». 

### Mort et funérailles
Arrivé à Plougoumelen (à 5 km à l'ouest de Vannes) au cours d'une noce, il annonce que « la jeune et belle mariée que vous voyez là sera dans la tombe avant un an ». 

Furieux de ce mauvais présage, l'officiant le chasse et les personnes présentes le poursuivent à coups de pierres. Il se réfugie dans un four à pain à Langarrio (paroisse de Baden). 
Le 7 décembre 1775, le curé de Baden enregistre la sépulture « d'un homme dont on ne sait pas le nom » (note en marge) ; il indique dans l'acte même que cet homme est mort la veille et qu'il s'agit « ...d'un mendiant, dont on ignore le nom, soi-disant de Meucon, âgé d'environ soixante-quinze ans, décédé chez François Mahé, au village de (?)... ».

## Mémoire orale et historiographie
Le souvenir du mendiant prophète est demeuré vif dans le Vannetais, suffisamment pour que les traditions orales en aient conservé la mémoire. Sa mémoire se transmet au-delà de sa zone de pérégrination habituelle, rebaptisée « pays du roi Stévan » autour de Grand-Champ). Elle atteint toute la partie bretonnante du Vannetais, de la presqu'île de Rhuys à Lorient et Pontivy.
À la fin du XIXe siècle, l'abbé Jean-Marie Guilloux (1848-1900) collecte la tradition orale le concernant. Il publie son travail en 1891 dans la Revue morbihannaise sous le titre « Le Roi Stevan », qui a été réédité en 2021 par Stéphane Batigne éditeur sous le titre Le roi Stevan, mendiant et prophète. 

## Prophéties du roi Stevan
La mémoire collective a conservé de nombreuses prophéties, concernant aussi bien des faits ponctuels relatifs à un individu, que des faits généraux à plus lointaine échéance. Mais il ne faut pas oublier, d'une part qu'elles ont été collectés plus d'un siècle après sa mort, d'autre part qu'il ne savait ni lire, ni écrire et ne parlait que le breton. Leur authenticité est donc sujette à caution.
En voici quelques-unes, :
- Local :
  - À Sainte-Anne-d'Auray, les carrières de Marc'h Guen seront comblées et on y construira des maisons.
    - Un lotissement y a pris place.

  - Au Trihorn à Auray, on commencera un pont et jamais terminera.
    - Le pont commencé dans les années 1810 est terminé dans les années 1830 par l'entrepreneur Jamais.
- Paysage :
  - Les landes seront divisées par des clôtures.
  - On plantera partout des arbres toujours verts comme des balais.
    - Essence largement inconnue en Bretagne, le pin apparaît dans les années 1830.
- Progrès :
  - Il y aura des routes jaunes, des routes rouges, des routes de fer qui se croiseront partout comme des toiles d'araignée. Certaines auront le droit de passage sur les autres.
  - Un temps viendra où les hommes voleront dans les airs comme les oiseaux. Ils voleront enfermés dans des cages de fer.
  - Lorsque la fin des temps sera proche, des chars à bancs se déplaceront sans être tirés par des bœufs ou des chevaux.
  - Il viendra un temps où la parole sera transmise d'un bout de la Terre à l'autre.
- Société :
  - Un temps viendra où tous les enfants passeront par l'école, rien n'égalera leur indocilité et ils ne respecteront plus les personnes âgées, ils iront jusqu'à leur arracher les yeux.
  - Un temps viendra où les paysans planteront des râteaux sur les toits de leurs maisons.
  - Il y aura de nouveaux impôts et le peuple sera de plus en plus malheureux.
  - Les femmes et les jeunes filles porteront des souliers qui monteront à la moitié de la jambe.
  - Les filles et les femmes seront habillées comme les hommes et de loin on les confondra.
  - Les filles et les femmes seront si audacieuses que les hommes grimperont dans les arbres pour échapper à leurs entreprises.
- Guerres :
  - Il y aura une grande guerre qui détruira tout... une guerre civile. On se battra jusque sur le seuil des maisons. Il y aura beaucoup de tristesse. On pourra passer la charrue sur les villes détruites car même les pierres ne resteront pas. Le pays entier brûlera. Les viles seront rasées le temps de faire son signe de croix. Ensuite la mer viendra sur le monde. Ce sera l'effroyable nuit blanche.
    - Difficile de dire à quelle guerre il est fait référence : chouannerie, Première ou Seconde Guerre mondiale ?

  - L'armée se fera en deux fois 24 heures. De nombreux pères feront la guerre en même temps que leurs fils.
    - La conscription s'est faite en 48 heures, tant en 1914 qu'en 1939. Il n'était alors pas rare que deux générations fassent la guerre côte à côte.
- Fin des temps :
  - Quand le peuple raffolera de l'eau-de-vie, la fin des temps sera proche. Quand l'excès de luxe règnera dans le peuple, de grands malheurs fondront sur le pays.
  - Quand les gens auront la folie de la toilette, tous les malheurs seront proches.

## Hommages
Plusieurs rues portent son nom, à Grand-Champ, Meucon, Baden, Monterblanc.
La maison de pays de Pluvigner, inaugurée en 2002, est baptisée Ti ar Roue Stevan (« Maison du roi Stevan »).
Le musicien Roland Becker (né en 1957) compose en 2000 un album intitulé Er Roué Stevan.
Le groupe Ivarh sort le titre Ar Roue Stevan dans son album Huñvre en 2023.